# Pyemotes tritici
Pyemotes tritici är en spindeldjursart som först beskrevs av La Greze-Fossat och Jean Pierre François Camille Montagne 1851.  Pyemotes tritici ingår i släktet Pyemotes och familjen Pyemotidae. Inga underarter finns listade i Catalogue of Life.